# دالة محدودة

رسم تخطيطي لدالة محدودة (حمراء) ودالة غير محدودة (زرقاء). بشكل حدسي، يبقى الرسم البياني لدالة محدودة ضمن نطاق أفقي، بينما لا يبقى الرسم البياني لدالة غير محدودة.

دالة محدودة في الرياضيات، إن الدالة f المعرفة على مجموعة X حقيقية أو عقدية القيم تدعى دالة محدودة إذا كانت مجموعة قيمها محدودة. وبعبارة أخرى، يوجد عدد حقيقي M بحيث إن:
{\displaystyle |f(x)|\leq M}
من أجل كل قيم x في X. ويقال إن الدالة التي لا يحدها قيمة بأنها غير محدودة.

## أمثلة
- الدالة sin هي دالة محدودة.
- الدالة {\displaystyle f(x)=(x^{2}-1)^{-1}} المعرفة لكامل مجال x الحقيقي باستثناء −1 و1 هي دالة غير محدودة لأنه مع اقتراب x من -1 أو 1، تصبح قيم هذه الدالة أكبر وأكبر في الحجم. يمكن تحديد هذه الوظيفة إذا اعتبرنا أن مجالها، على سبيل المثال، [2، ∞) أو (−∞، −2].